# Pierre-Charles Bonnefoy du Plan
Pierre-Charles Bonnefoy du Plan, (Versailles 1732 - Paris 1824), est le garde-meuble de la reine Marie-Antoinette et le concierge du Petit Trianon. Il est avec Richard Mique un serviteur fidèle et discret de la reine.

## Biographie
Employé, comme son père, au service de la reine Marie Leszczyńska, Bonnefoy du Plan devient intendant du Petit Trianon sous Marie-Antoinette. Il est chargé de veiller sur le domaine et sur tous les mouvements d'œuvres ou de mobiliers
. Il s'occupe des relations avec les fournisseurs, ainsi que des admissions aux spectacles donnés dans le théâtre, et gère des sommes importantes lors des fêtes organisées par la Reine, devenant de ce fait un personnage important et influent de la société de Marie-Antoinette. Il contrôle aussi l'accès au château du Petit Trianon avec l'aide des Gardes suisses du roi et a le privilège de pouvoir le faire visiter en l'absence de la Reine. Il obtient la charge de secrétaire du roi le 17 mars 1789.
Après le départ de la famille royale de Versailles, il s'installe aux Tuileries, dans l'appartement situé au-dessus de celui de la Reine. Afin d'éviter tout témoignage à charge lors du procès de Marie-Antoinette, il semble avoir détruit tous les inventaires concernant le domaine. Sous la Terreur, il passe près de quinze mois dans un cachot dont il ne sort qu'après la mort de Robespierre.
Pierre-Charles Bonnefoy du Plan devient, sous l'Empire, baron du Charmel, après l'acquisition en 1782 de ce domaine seigneurial. Son épouse Marie-Laurence Indrion, femme de chambre de la Reine, était née en Suisse, à Estavayer-le-Lac, elle meurt en 1779. Leur fils Louis prendra le nom de Bonnefoy du Charmel. Le fils de ce dernier, Oscar de Bonnefoy du Charmel (1813-1898) sera maire du Charmel. Le 2e fils Antoine François Laurent (1775-1837) deviendra de Bonnefoy des Aulnais en 1812. À ce jour la branche existe toujours.

## Portrait
- Portrait de Pierre-Charles Bonnefoy du Plan, garde des meubles de la Reine et concierge du Petit Trianon, pastel sur papier bleu marouflé sur toile de 64,9 cm sur 54,1 cm, peint en 1783 par Joseph Boze, Versailles, Musée des château de Versailles et de Trianon. Ce portait fut précédemment attribué à Joseph Ducreux[9].